# Nilsiä
Nilsiä est une ancienne ville du centre-est de la Finlande, dans la région de Savonie du Nord.
Elle a fusionné le 1er janvier 2013 avec la ville de Kuopio pour devenir le quartier Nilsiä.

## Histoire
Le lieu doit sa première mention au traité de Teusina en 1595. On y trouvait en effet une borne frontière séparant le royaume de Suède de la Russie. Plus tard cette frontière sépara la Savonie de la Carélie.
Nilsiä est devenue une commune en 1869 et une ville en 1998.
Nilssi a été fusionnée avec la ville de Kuopio le 1er janvier 2013.
Nilsiä est devenu le 50ème quartier de Kuopio.

## Géographie
L'ancienne municipalité, forestière et rurale, entoure le grand lac Syväri. Le relief y est nettement marqué. La capitale régionale Kuopio se situe à 53 km.
Le petit centre-ville s'organise autour de la monumentale église de style romantisme national, construite en 1905 par Josef Stenbäck. 12 km au nord, on trouve le centre touristique de Tahko. C'est le plus important centre de loisirs de Finlande centrale et orientale, été comme hiver. Entre le mont Tahkovuori (un peu plus de 200 mètres de dénivelé, 3e station de ski du pays par le nombre de forfaits vendus) et le lac Syväri, on compte hôtels, campings, golf, et les possibilités d'activités sportives sont très nombreuses et variées.

## Galerie

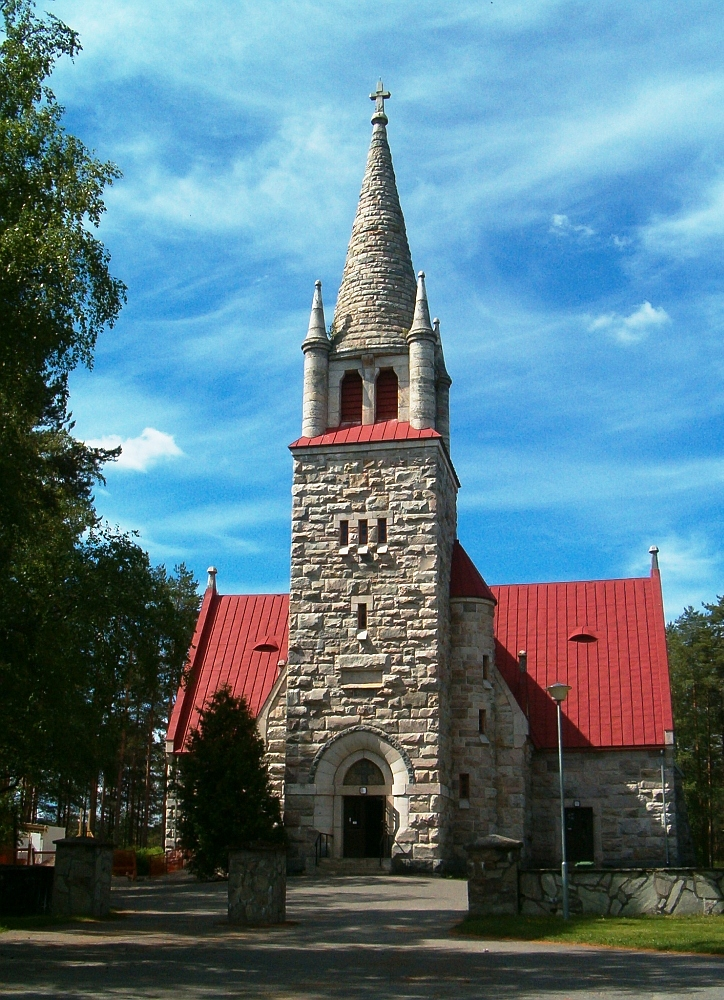
Église (1905).
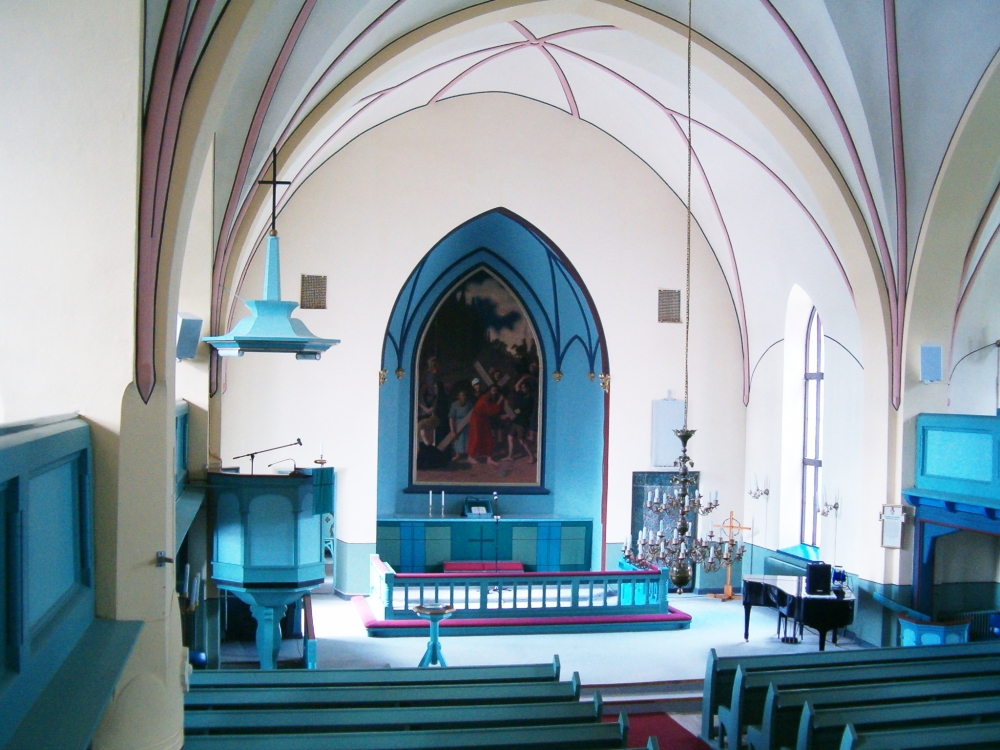
Intérieur de l'église.